# A Quick One
Albums de The Who
My Generation
(1965) The Who Sell Out
(1967)
A Quick One est le deuxième album studio du groupe rock britannique The Who, sorti le 3 décembre 1966.
Le titre de l'album, jugé d'une connotation sexuelle, est remplacé pour sa parution aux États-Unis par Happy Jack, du nom d'une chanson du groupe.

## Genèse et enregistrement
Le texte de présentation accompagnant l'album indique la technologie d'enregistrement de l'époque par la phrase : 
« Ceci est un enregistrement de haute fidélité ! Pour une utilisation appropriée, utilisez une configuration d'enregistrement RIAA ou équivalent. »
L'album a été enregistré aux IBC Studios, Pye Studios et Regent Sound, de Londres en 1966 et produit par Kit Lambert.
Dans une réédition de l'album en format CD, en 1995, neuf chansons — des inédites et des faces B — sont ajoutées.

## Caractéristiques artistiques
L'album est considéré comme un tournant dans la musique du groupe, le groupe délaissant le style pop / rhythm and blues. Chacun des membres des Who ayant composé au moins une chanson de l'album, celui-ci est considéré comme le moins dominé par l'écriture du guitariste Pete Townshend, la présence d'une ou plusieurs compositions de John Entwistle par album est certes devenue habituelle par la suite, mais les deux autres membres n'ont pas réellement continué de composer de manière notable. La raison pour laquelle chaque membre du groupe a écrit des morceaux est purement financière : la maison de disques rémunérait chaque auteur, donc les quatre auteurs ont ramené plus d'argent que si Townshend et Entwistle avaient écrit seuls.
A Quick One comprend le premier essai du groupe dans l'opéra-rock, avec la chanson A Quick One While He's Away, qui a donné son nom à l'album, une suite de chansons d'une durée totale de neuf minutes, racontant une seule histoire. Les Who ont par la suite composé des opéra-rocks complets, d'une durée d'un album, avec Tommy et Quadrophenia.
L'album comprend également I Need You, enregistré aux Pye Studios, le 4 octobre 1966, écrit et composé par Keith Moon — son premier titre —, aidé de John Entwistle pour les paroles,. Le titre provisoire était I Need You (Like I Need A Hole In The Head), (en français : J'ai besoin de toi (Comme J'ai Besoin D'un Trou Dans La Tête)).

### Pochette
Le recto de la pochette est une représentation pop art de chacun des Who jouant de son instrument respectif. Cette réalisation est d'Alan Aldridge, à qui l'on doit notamment la pochette de l'album d'Elton John Captain Fantastic and the Brown Dirt Cowboy. On remarque une erreur de la part du dessinateur (qui peut cependant être expliquée par des raisons esthétiques), qui a représenté un John Entwistle gaucher, alors que ce dernier a toujours joué en droitier.
Au dos de la pochette figure un montage photographique en noir et blanc comprenant les membres du groupe, une liste de chansons, des extraits d'articles sur les Who, un publicité pour My Generation et une présentation technique.

## Accueil de la critique
A Quick One est classé 383e au classement des 500 meilleurs albums de tous les temps établi par le magazine Rolling Stone.

## Liste des titres
Tous les titres sont de Pete Townshend, sauf où mentionné.

### Album original
| No  | Titre                                                  | Durée |
| --- | ------------------------------------------------------ | ----- |
| 1.  | Run, Run, Run                                          | 2:43  |
| 2.  | Boris the Spider (John Entwistle)                      | 2:29  |
| 3.  | I Need You (Keith Moon)                                | 2:25  |
| 4.  | Whiskey Man (John Entwistle)                           | 2:57  |
| 5.  | Heat Wave (Brian Holland/Lamont Dozier/Edward Holland) | 1:57  |
| 6.  | Cobwebs and Strange (Keith Moon)                       | 2:31  |
| 7.  | Don't Look Away                                        | 2:54  |
| 8.  | See My Way (Roger Daltrey)                             | 1:53  |
| 9.  | So Sad About Us                                        | 3:04  |
| 10. | A Quick One While He's Away                            | 9:10  |

### Réédition CD de 1995
| No  | Titre                                                              | Durée |
| --- | ------------------------------------------------------------------ | ----- |
| 1.  | Run, Run, Run                                                      | 2:43  |
| 2.  | Boris the Spider (John Entwistle)                                  | 2:29  |
| 3.  | I Need You (Keith Moon)                                            | 2:25  |
| 4.  | Whiskey Man (John Entwistle)                                       | 2:57  |
| 5.  | Heat Wave (Brian Holland/Lamont Dozier/Edward Holland)             | 1:57  |
| 6.  | Cobwebs and Strange (Keith Moon)                                   | 2:31  |
| 7.  | Don't Look Away                                                    | 2:54  |
| 8.  | See My Way (Roger Daltrey)                                         | 1:53  |
| 9.  | So Sad About Us                                                    | 3:04  |
| 10. | A Quick One While He's Away                                        | 9:10  |
| 11. | Batman (Neal Hefti)                                                | 1:37  |
| 12. | Bucket T (Atrield/Christian/Torrence)                              | 2:12  |
| 13. | Barbara Ann (Fred Fassert)                                         | 1:59  |
| 14. | Disguises                                                          | 3:10  |
| 15. | Doctor, Doctor (John Entwistle)                                    | 2:59  |
| 16. | I've Been Away (John Entwistle)                                    | 2:08  |
| 17. | In the City (Keith Moon/John Entwistle)                            | 2:21  |
| 18. | Happy Jack (version acoustique)                                    | 2:55  |
| 19. | Man With Money (Don Everly/Phil Everly)                            | 2:45  |
| 20. | My Generation/Land of Hope and Glory (Pete Townshend/Edward Elgar) | 2:05  |

## Jigsaw Puzzle
Une première version du deuxième album des Who devait s'intituler Jigsaw Puzzle. S'il avait été édité, il aurait compris :
| No  | Titre                                             | Durée |
| --- | ------------------------------------------------- | ----- |
| 1.  | I'm a Boy (version de Meaty Beaty Big and Bouncy) |       |
| 2.  | Run Run Run                                       |       |
| 3.  | Don't Look Away                                   |       |
| 4.  | Circles (version 2)                               |       |
| 5.  | I Need You                                        |       |
| 6.  | Cobwebs and Strange                               |       |
| 7.  | In the City                                       |       |
| 8.  | Boris the Spider                                  |       |
| 9.  | Whiskey Man                                       |       |
| 10. | See My Way                                        |       |
| 11. | Heat Wave                                         |       |
| 12. | Barbara Ann                                       |       |

## Musiciens
Selon le livret inclut avec l'album :
- Roger Daltrey – chant, chœurs, trombone sur Cobwebs and Strange
- Pete Townshend – guitare, chant sur A Quick One, While He's Away, chœurs, pipeau sur Cobwebs and Strange
- John Entwistle – basse, chant sur Boris the Spider et Whiskey Man, cors, trompette sur Cobwebs and Strange chœurs, clavecin, piano
- Keith Moon – batterie, percussions, chant sur I Need You, tuba sur Cobwebs and Strange